# Dixie Alley
Pour les articles homonymes, voir Dixie.
Dixie Alley est le surnom d'une région des États-Unis où se produisent un grand nombre de tornades annuellement. Celles-ci sont souvent violentes, comme dans la « Tornado Alley » plus connue, et sont la cause de nombreux décès. La Dixie Alley comporte la région du bas Mississippi (incluant les États de l'Arkansas, du Mississippi, de la Louisiane), de l'ouest du Tennessee, du nord de l'Alabama et de la Géorgie. Les tornades peuvent s'y produire à presque n'importe quel moment de l'année avec un pic en saison froide en mai et en octobre-novembre,

## Conditions favorables
Plusieurs endroits dans le monde peuvent momentanément regrouper des conditions nécessaires à la formation de tornades mais c'est la position de la Dixie Alley qui explique la fréquence dans cette région. La rencontre, des masses d'air continentales froides et d'air chaud et humide venant du golfe du Mexique permettent le développement de fortes dépressions météorologiques sur le centre du continent nord-américain. La rencontre des différentes masses d'air crée des conditions très instables avec de l'air frais et sec soulevant l'air chaud le long d'un front froid qui plonge souvent vers le sud-est. Les parcelles d'air continuent leur ascension, car elles sont moins denses que l'environnement, grâce à la poussée d'Archimède. L'humidité se condense ensuite pour former des orages de très forte extension verticale. 
De l'automne au printemps dans la Dixie Alley, les vents sont le plus souvent de direction et de force différentes avec la hauteur à cause de la présence d’un courant-jet en altitude. Ce cisaillement crée une rotation horizontale qui sera dévié en tourbillon vertical par le mouvement ascendant dans l'orage, ce qui donnera la tornade,. En été, cette dernière condition se retrouve plus au nord.

## Impact
Les tornades sont moins fréquentes dans ces États que dans les Grandes Plaines américaines, cependant l'Alabama et le Mississippi ont signalé plus de morts par ce phénomène que tous les autres États américains sauf le Texas. Ceci est dû au fait que les tornades y sont très puissantes et parcourent de longues distances dans une région densément peuplée. Selon le National Climatic Data Center, entre le 1er janvier 1950 et le 31 octobre 2006, l'Alabama et le Kansas sont les deux États au sommet de la liste pour ce qui est des tornades de force maximale F5 dans l'échelle de Fujita.
Selon une étude de 2007 du docteur Walker Ashley, publiée par l'American Meteorological Society, il y a un certain nombre de facteurs supplémentaires qui expliquent la forte mortalité, : 
- beaucoup des orages qui les causent se produisent ou persistent la nuit, surprenant les résidents dans leur sommeil ;
- on y retrouve le pourcentage le plus élevé de maisons mobiles, plus vulnérables au vent et où 63 % des décès se produisent ;
- une bonne partie du territoire est forestier et ondulé limitant la visibilité ;
- les orages qui les produisent donnent également de fortes précipitations et l'entonnoir nuageux est difficile à voir ;
- il n'y a pas de saison très définie comme dans la « Tornado Alley », le pic se produit plus tôt en mai et une vague secondaire se produit en octobre et novembre ce qui peut émousser le sens du danger dans la population. Par exemple, en février 2008, une éruption de tornades a affecté la région et tué cinquante-sept personnes mais les témoins ont mentionné avoir minimisé la possibilité de tornades puisque c'était en dehors de la saison habituelle[8].